# Ángel Ferrant
Ángel Ferrant Vázquez (ur. 1890 w Madrycie, zm. 1961 tamże) – hiszpański rzeźbiarz, przedstawiciel surrealizmu lat 30. XX wieku.
Pochodził z rodziny o tradycjach artystycznych. Jego ojcem i pierwszym nauczycielem sztuki był malarz Alejandro Ferrant y Fischermans. Był również spokrewniony z takimi malarzami jak Fernando i Luis Ferrant y Llausás.
Rzeźby uczył się w warsztacie Aniceta Marinasa, później studiował w Escuela de Artes y Oficios de Madrid i na Królewskiej Akademii Sztuk Pięknych św. Ferdynanda w Madrycie. Pracował jako profesor w Escuela de Artes y Oficios de La Coruña, na Królewskiej Katalońskiej Akademii Sztuk Pięknych św. Jerzego w Barcelonie oraz w Escuela de Artes y Oficios de Carabanchel w Madrycie. Podróżował do Niemiec, Belgii, Francji i Włoch, gdzie zetknął się z futuryzmem.
Jego pierwsze prace wykonywane w wapieniu były figuratywne, a kiedy zetknął się w Paryżu z kubizmem i futuryzmem, zaczął tworzyć asamblaże surrealistyczne, wykonywane z przypadkowo dobranych materiałów. Dopiero po II wojnie światowej powstały jego najważniejsze prace – małe kompozycje z muszli, kamyków, drewna, rzeźby złożone z różnorodnych elementów.
W 1956, kiedy wyzdrowiał po przebytym wypadku, rozpoczął się ważny okres jego twórczości. Powstały wówczas cykle dzieł z drewna i żelaza.

## Wybrane dzieła
- La cuesta de la vida (Muzeum Prado)
- El hombre del mono (1915).
- Danzarina negra (1924)
- Escolar (1925)